# 奉天法政学堂
奉天法政学堂，其旧址位于辽宁省沈阳市沈河区小西门外。清末，为了“造就法政通才”，为新政储备人才，清政府于1906年将奉天仕学馆改办为法政学堂。奉天法政学堂初于大南关租用民房作为讲堂，次年于小西门外购置盛京第一旅馆作为新校舍。课程以中外法律、政治、经济等实用课程为主。1912年将高等学堂并入，改称奉天官立法政专门学校。常荫槐、刘尚清等毕业于此。